# Grand Prix de Tours
Le Grand Prix de Tours est une commémoration regroupant des véhicules anciens le temps d'un week-end.
En 1923 a eu lieu le Grand Prix automobile de France 1923 à Tours qui dura une semaine.

## Commémoration
Depuis 1993 a ainsi lieu un évènement regroupant des passionnés de véhicules automobiles pour un rallye automobile dans la Touraine, un gala et une série de démonstrations auto et moto antérieures à 1975 place Jean Jaurès.
En 2013 l'événement fête son 90e anniversaire.
Pour 2016, la commémoration quitte Tours et se déroulera Chinon.